# إبراهيم أسلوم
 إبراهيم اسلوم (بالفرنسية: Brahim Asloum)‏ مواليد 31 يناير 1979 في بورغوان-جاليو، فرنسا، هو ملاكم فرنسي يصنف ضمن فئة وزن خفيف الذبابة. حقق بطولة رابطة الملاكمة العالمية. هو من أصل جزائري.

## إحصائيات
خاض خلال مسيرته 26 نزالا، فاز في 24.

## روابط خارجية
- إبراهيم أسلوم على موقع IMDb (الإنجليزية)
- إبراهيم أسلوم على موقع ألو سيني (الفرنسية)
- إبراهيم أسلوم على موقع قاعدة بيانات الفيلم (الإنجليزية)
- إبراهيم أسلوم على موقع كينوبويسك (الروسية)
- إبراهيم أسلوم على موقع بوكس ريك (الإنجليزية) (registration required)
- إبراهيم أسلوم على موقع اللجنة الأولمبية الدولية (الإنجليزية)
- إبراهيم أسلوم على موقع أوليمبيديا (الإنجليزية)